# Siringomielia
La siringomielia es un trastorno en el cual se forma un quiste dentro de la médula espinal. Este quiste se conoce como siringe o syrinx. Con el tiempo, el syrinx se expande y alarga, destruyendo el centro de la médula espinal. Puesto que la médula espinal conecta el cerebro con los nervios de las extremidades, este daño causa dolores, debilidad y rigidez en la espalda, los hombros, los brazos o las piernas. Otros síntomas pueden incluir dolores de cabeza (cefalea) y pérdida de la capacidad de sentir calor o frío extremos, especialmente en las manos. Cada paciente tiene una combinación distinta de síntomas.

## Epidemiología
Cerca de 21 000 personas en Estados Unidos sufren de siringomielia. Otras enfermedades comparten los síntomas iniciales de la siringomielia. En el pasado, esto ha dificultado el diagnóstico. Sin embargo, con la resonancia magnética nuclear ha aumentado notablemente el número de casos de siringomielia diagnosticados en las etapas iniciales del trastorno.

## Causas
La cavidad siringomiélica o quiste intramedular puede ser por una causa conocida (traumática, tumoral o infecciosa) o, más frecuentemente, desconocida o idiopática.
Una serie de lesiones pueden obstruir el flujo normal del líquido cefalorraquídeo y redirigirlo hacia la médula espinal. Esto da lugar a la formación del syrinx o siringe, el cual se llena de líquido cefalorraquídeo. Las diferencias de presión a lo largo de la médula espinal hacen que el líquido se mueva dentro del quiste. Se cree que este movimiento continuo del líquido da lugar al crecimiento del quiste y causa daños adicionales a la médula espinal.
Estudios recientes afirman que las alteraciones del líquido cefalorraquídeo existían, pero eran de tan escasa magnitud y no podían explicar por sí solas las importantes lesiones que aparecían. Otra de las posibles causas atribuidas, relacionadas con la porción de cráneo que alberga el cerebelo también fue descartada, ya que la literatura científica no ha encontrado hasta el momento diferencia de tamaño en el cráneo de pacientes con siringomielia frente a los catalogados como normales.
El concepto convencional de la siringomielia idiopática considera que la enfermedad es debida a la existencia de una cavidad quística llena de líquido cefalorraquídeo (LCR) procedente del conducto del epéndimo (Gardner) o del espacio perirraticular (Williams). Actualmente existe un nuevo concepto que interpreta que esta enfermedad es debida a la tracción del filum terminal y la cavidad quística intramedular está llena de líquido intersticial o plasma, procedente de la necrosis del tejido centromedular espinal causado por la isquemia, originada a su vez por la tracción de un filum terminal más tenso de lo normal. Que puede llegar hasta la fiscalización del quiste, y solamente a partir de este momento se llena de LCR.

## Cuadro clínico
Los síntomas comienzan generalmente al inicio de la edad adulta. Los síntomas del trastorno tienden a desarrollarse lentamente, aunque puede iniciarse repentinamente al toser o hacer fuerza. Si no se trata quirúrgicamente, la siringomielia a menudo conduce a una debilidad progresiva en los brazos y las piernas, pérdida de sensibilidad  en las manos y dolores crónicos e intensos. Por otra parte es la principal causa de artropatía neuropática del hombro.

## Tratamiento

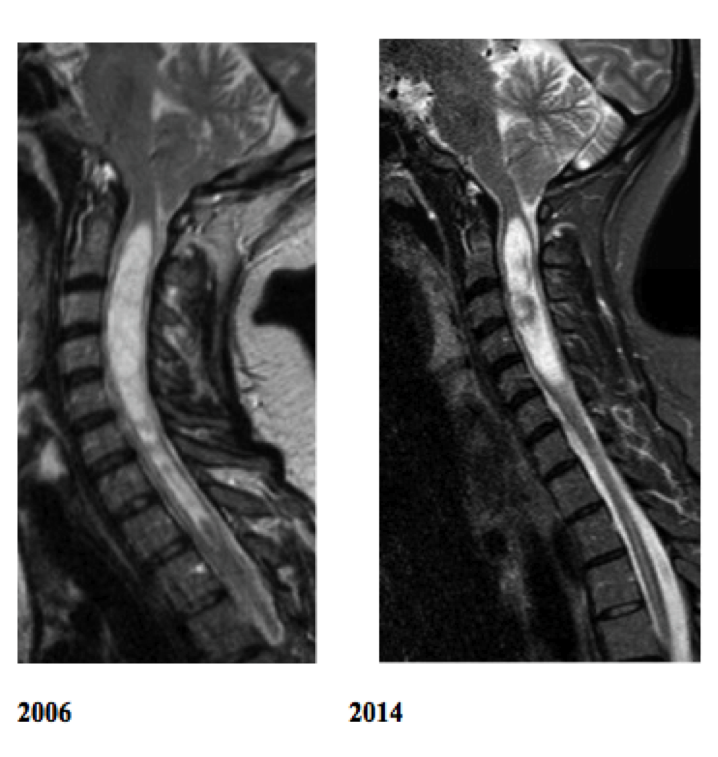
Imágenes de resonancia magnética nuclear antes y después de la sección del filum terminale.

Un tratamiento se basa en la sección quirúrgica del filum terminale. La sección de este ligamento consiste en una pequeña apertura del hueso sacro, al final de la espalda donde no existe el problema de alterar la mecánica de la columna vertebral, aunque puede provocar dolor pélvico crónico. No es una intervención exenta de riesgos y posibles complicaciones. Una vez visualizado el filum terminale este se secciona con técnicas microquirúrgicas.
La mayoría de los síntomas se deben a la lesión irreversible del tejido nervioso, y este no es capaz de reemplazarlo; sin embargo, parece ser que en la siringomielia idiopática la sección del filum terminale detiene la enfermedad. El quiste resultado de la necrosis celular queda igual, pero puede desaparecer cuando espontáneamente se abre el espacio que rodea la médula espinal o lo hace hacia el centro de ella donde existe un conducto, el conducto ependimario, que comunica el centro de la médula con las cavidades cerebrales.
La sección del filum terminale provoca dos efectos beneficiosos: detiene la muerte de los tejidos debido a la tracción de la médula, y disminuye el efecto masa del quiste al relajar la médula espinal.